# Frailejón

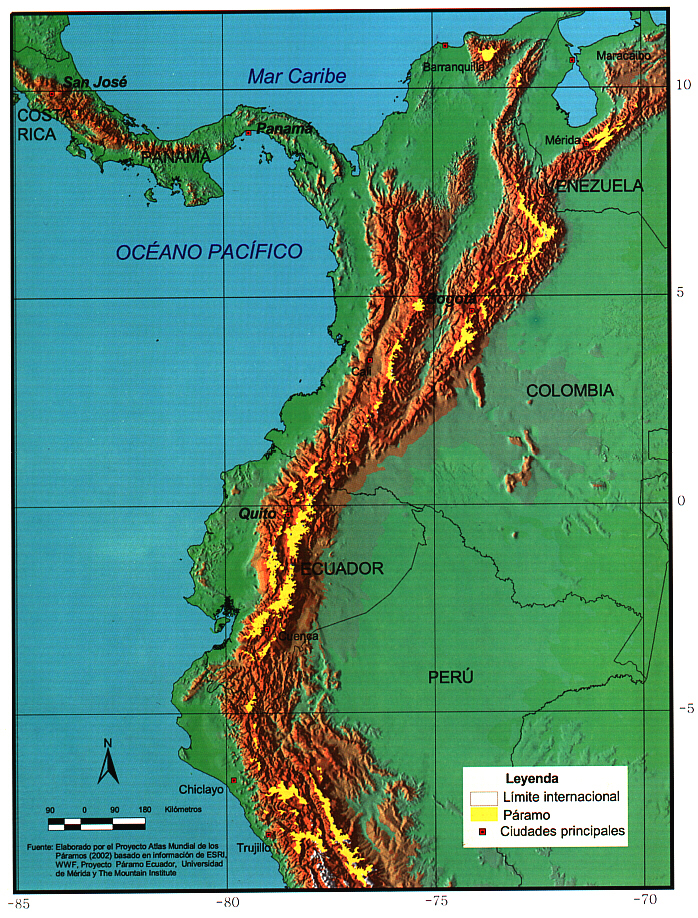
A paramo-növényzet (sárga színnel) elterjedése Dél- és Közép-Amerikában

A frailejón (frailejones, Espeletia) a virágos növények közé sorolt őszirózsaformák Millerieae nemzetségcsoportjának egyik nemzetsége mintegy nyolcvan fajjal.

## Származása, elterjedése
Főleg az Andok északi részének (al)havasi rétjein nő olyan helyeken, amelyeken a csapadék eléri az évi 1000 mm-t.

## Megjelenése, felépítése
A dél-amerikai egyszikű üstökösfák típusos képviselőjeként legfeljebb 5–6 méter magasra növő törzse közel függőleges, el nem ágazó. Hosszan lelógó levelei koszorúban a törzs tetején, a csúcsrügy körül nőnek. Jellemző tulajdonságuk a törzs másodlagos vastagodása. A törzset a korábbi levelek elszáradt csonkjai borítják; a törzs és a levelek is sűrűn szőrösek.

## Életmódja, termőhelye
A paramo-növényzet egyik meghatározó eleme. A törzsét borító levélcsonkok valamint a szőrök a hőszigetelést javítják. A vizet pozsgás törzsében raktározza. A köves, tápanyagszegény váztalajon lassan fejlődik.

## Fajai
- Espeletia almorzana
- Espeletia annemariana
- Espeletia arbelaezii
- Espeletia argentea
- Espeletia ariana
- Espeletia aristeguietana
- Espeletia azucarina
- Espeletia barclayana
- Espeletia batata
- Espeletia boyacensis
- Espeletia brachyaxiantha
- Espeletia brassicoidea
- Espeletia cabrerensis
- Espeletia cachaluensis
- Espeletia canescens
- Espeletia cayetana
- Espeletia chocontana
- Espeletia chontalensis
- Espeletia cleefii
- Espeletia congestiflora
- Espeletia conglomerata
- Espeletia cuniculorum
- Espeletia curialensis
- Espeletia discoidea
- Espeletia dugandii
- Espeletia episcopalis
- Espeletia estanislana
- Espeletia formosa
- Espeletia frontinoensis
- nagyvirágú frailejón (Espeletia grandiflora)
- Espeletia hartwegiana
- Espeletia idroboi
- Espeletia incana
- Espeletia jaramilloi
- Espeletia killipii
- Espeletia lopezii
- Espeletia marnixiana
- Espeletia marthae
- Espeletia mirabilis
- Espeletia miradorensis
- Espeletia murilloi
- Espeletia mutabilis
- Espeletia nana
- Espeletia nemekenei
- Espeletia occidentalis
- Espeletia oswaldiana
- Espeletia pachoana
- Espeletia paipana
- Espeletia perijaensis
- Espeletia pescana
- Espeletia pisbana
- Espeletia praefrontina
- Espeletia praesidentis
- Espeletia pulcherrima
- Espeletia pycnophylla
- Espeletia raquirensis
- Espeletia roberti
- Espeletia rositae
- Espeletia rufescens
- Espeletia schultesiana
- Espeletia schultzii
- Espeletia semiglobulata
- Espeletia smithiana
- Espeletia soroca
- Espeletia standleyana
- Espeletia steyermarkii
- Espeletia summapacis
- Espeletia tapirophila
- Espeletia tenorae
- Espeletia tibamoensis
- Espeletia tillettii
- Espeletia tunjana
- Espeletia ulotricha
- Espeletia uribei
- Espeletia weddelii

Hibrid fajok:
- Espeletia x algodonosa
- Espeletia x aurantia
- Espeletia × garcibarrigae
- Espeletia x guascensis
- Espeletia x verdeana